# Hermann Schlengemann
Hermann Schlengemann (Lebensdaten unbekannt) war ein deutscher Fußballspieler.

## Karriere

### Vereine
Schlengemann gehörte dem FV Werder von 1899 an, für den er als Stürmer in der Saison 1910/11 im Bezirk VIII Bremen Punktspiele bestritt. Die Bezirksmeisterschaft gewann jedoch der Bremer SC 91, der somit an der Endrunde um die Norddeutsche Meisterschaft teilnahm.

### Auswahlmannschaft
Als Spieler der Auswahlmannschaft des Norddeutschen Fußball-Verbandes nahm er an der dritten Auflage des Wettbewerbs um den Kronprinzenpokal teil. Nach dem 2:0-Sieg über die Auswahlmannschaft des Verbandes Mitteldeutscher Ballspiel-Vereine am 9. Oktober 1910 in Leipzig und dem 11:0-Sieg über die Auswahlmannschaft des Südostdeutscher Fußball-Verbandes am 13. November 1910 in Hamburg erreichte er das Finale. Die am 25. Mai 1911 in Mariendorf bei Berlin angesetzte Begegnung mit der Auswahlmannschaft des Verbandes Süddeutscher Fußball-Vereine wurde mit 4:2 n. V. gewonnen. 

## Erfolge
- Kronprinzenpokal-Sieger 1911